# Louise Toupin
Pour les articles homonymes, voir Toupin.
Louise Toupin, née à Champlain (Québec, Canada) en 1946, est docteure en science politique, enseignante retraitée de l’Université du Québec à Montréal et chercheuse indépendante, spécialisée dans les études féministes. Elle habite actuellement à Montréal.
De 1969 à 1971, elle a été membre du Front de libération des femmes du Québec, qui était le premier groupe du néo-féminisme à Montréal. Elle a aussi été cofondatrice des Éditions du remue-ménage (1976), une maison d’édition qui demeure à ce jour la principale maison éditrice d'œuvres féministes au Québec. À partir de l’an 2000, elle s’est engagée dans la lutte pour la reconnaissance des droits des travailleuses du sexe et leur inclusion sociale. En 2011, elle a cofondé l’Alliance féministe solidaire pour les droits des travailleuses du sexe.

## Parcours universitaire
Louise Toupin a réalisé son mémoire de maîtrise à l’Université de Montréal en 1972 avant de poursuivre un doctorat à l’Université du Québec à Montréal  en 1994, dont la thèse s'intitule « Mères ou citoyennes ? Une critique du discours historique nord-américain (1960-1990) sur le mouvement féministe (1850-1960) ». Un post-doctorat a été réalisé à l’Institut universitaire européen, à Fiesole près de Florence entre 1994 et 1995.[réf. nécessaire]

## Vie professionnelle
Louise Toupin a enseigné à l'Université de Sherbrooke, à l'Université Concordia, à l'Université du Québec à Trois-Rivières, à l'Université d’Ottawa et à l'Université du Québec à Montréal. Dans chacune de ces universités, elle a dédié son enseignement aux études féministes à travers plusieurs cours tels que "Introduction aux études féministes", "Idées politiques et féminisme", "Féminisme et science politique" ou encore "Théories féministes".[réf. nécessaire]
En plus de sa profession d'enseignante, Louise Toupin est chercheuse indépendante. Ses recherches se sont principalement dirigées vers la transmission de l’histoire militante féministe mais aussi vers la reconnaissance du travail invisible des femmes. À partir du début des années 2000, elle s'est aussi consacrée à la révision de certains cadres d’analyse féministe, à la suite de l’apparition sur la scène politique de nouvelles figures du mouvement des femmes, notamment les travailleuses du sexe.[réf. nécessaire]
La volonté de Louise Toupin de transmettre l’histoire féministe s’est concrétisée avec la publication de trois anthologies majeures regroupant des textes de militantes féministes. Dans les deux tomes de Québécoises deboutte !,, coproduit avec Véronique O’Leary, on retrouve des textes ainsi que des faits et gestes des deux premiers groupes féministes de la « Deuxième vague » féministe québécoise : le Front de libération des femmes du Québec (1969-1971) et le Centre des femmes (1972-1975). Dans La Pensée féministe au Québec. Anthologie 1900-1985, coproduit avec Micheline Dumont, ce sont ainsi 180 textes de militantes féministes du XXe siècle qui sont consignés et présentés. Enfin, dans l’anthologie Luttes XXX. Inspirations du mouvement international des travailleuses du sexe, en coproduction avec Maria-Nengeh Mensah et Claire Thiboutot, on retrouve 80 contributions du mouvement des travailleuses du sexe. Ce souci de transmission de l’histoire féministe s’est aussi illustré  dans le document-synthèse « Les courants de pensée féministe », écrit en 1997-98.
Son second axe de recherche, la reconnaissance du travail invisible des femmes, s’est notamment incarné dans son dernier essai Le Salaire au travail ménager. Chronique d’une lutte féministe internationale (1972-1977), publié en 2014, qui retrace l’histoire inédite du mouvement du salaire au travail ménager durant sa première période, celle du Collectif féministe international. Cet essai est à paraître en traduction anglaise en 2018 chez UBC Press.
Louise Toupin a codirigé, avec Camille Robert, un ouvrage collectif regroupant des textes qui font un état des lieux des nouveaux aspects de l’invisibilité du travail des femmes (concernant le travail domestique et la reproduction sociale) et de leur incarnation actuelle dans différentes communautés au Québec.

## Publications

### Livres, monographies et rapports de recherche
- Robert, Camille et Louise Toupin (dir.) (2018). Travail invisible. Portraits d'une lutte féministe inachevée, Montréal, Éditions du remue-ménage, 200 pages.
- Toupin, Louise (2014). Le Salaire au travail ménager. Chronique d’une lutte féministe internationale (1972-1977), Montréal, Éditions du remue-ménage, 451 pages[7].

- Mensah, Maria Nengeh, Claire Thiboutot et Louise Toupin (dir.) (2011). Luttes XXX. Inspirations du mouvement des travailleuses du sexe, Montréal, Éditions du remue-ménage, 455 pages[5].

- Dumont, Micheline et Louise Toupin (dir.) (2003). La Pensée féministe au Québec. Anthologie (1900-1985), Montréal, Éditions du remue-ménage, 752 pages[4].

- Toupin, Louise (2002). La Question du «trafic des femmes». Points de repère dans la documentation des coalitions féministes internationales anti-trafic. Document de travail, Montréal, Alliance de recherche IREF/Relais-femmes et Stella, 95 pages[10].

- Toupin, Louise [avec la collaboration de Nadine Goudreault] (2001). Des indicateurs socio-communautaires pour estimer le travail des femmes dans les communautés, Ottawa, Condition féminine Canada, coll. Recherche en matière de politiques, 107 pages.

- O’Leary, Véronique et Louise Toupin (dir.) (1982). Québécoises deboutte ! Tome 1. Une anthologie de textes du Front de libération des femmes (1969-1971) et du Centre des femmes (1972-1975), Montréal, Éditions du remue-ménage, 212 pages[2].

- O’Leary, Véronique et Louise Toupin (dir.) (1983). Québécoises deboutte! Tome 2. Collection complète, [suivi de deux tables rondes avec des femmes du Front de libération des femmes (1969-1971) et du Centre des femmes (1972-1975)], Montréal, Éditions du remue-ménage, 374 pages[3].

### Chapitres de livres
- Toupin, Louise (2013). « Clandestine Migrations by Women and the Risk of Trafficking ». Chap. 5 de Sex Work : Rethinking the Job, Respecting the Workers (Colette Parent, Chris Bruckert, Patrice Corriveau, Maria Nengeh Mensah, Louise Toupin). Vancouver, BC. The UBC Press[11].

- Toupin, Louise (2010). « Migrations féminines clandestines et Risque de traite », Chap. 5 de Mais oui c’est un  travail ! Penser le travail du sexe au-delà de la victimisation (Colette Parent, Chris Bruckert, Patrice Corriveau, Maria Nengeh Mensah, Louise Toupin), Québec, Presses de l’Université du Québec, p.107-132[12].

- Toupin, Louise (2005). « Voir les nouvelles figures du féminisme et entendre leurs voix », dans Mensah, Maria Nengeh (dir.), Dialogues sur la troisième vague du féminisme. Montréal, Éditions du remue-ménage, p. 74-87[13].

- Toupin, Louise (1997). « Les courants de pensée féministe », dans Qu'est que le féminisme ? Trousse d'information sur le féminisme québécois des vingt-cinq dernières années, Montréal, Centre de documentation sur l'éducation des adultes et la condition féminine/Relais-femmes[6].

- Toupin, Louise (1994). « 1969. Le Front de libération des femmes du Québec. Le féminisme resurgit sur la scène politique », dans Darsigny, Maryse (y al.) Ces femmes qui ont bâti Montréal. Montréal, Éditions du remue-ménage, p. 378-380[14].

- Toupin, Louise (1982). « Québec : les femmes, des parentes pauvres toujours », dans Terre des femmes. Panorama de la situation des femmes dans le monde, Paris-Montréal, Éditions La Découverte/Maspéro-Boréal Express, p. 203-205.

### Articles
- Toupin, Louise (2016). « Le Salaire au travail ménager, 1972-1977 : Retour sur un courant féministe évanoui », Recherches féministes, vol. 29, n°1. P. 179-198[15].

- Toupin, Louise  (2014), L’Avis du Conseil du statut de la femme sur la prostitution : La Promotion d’une idéologie plutôt qu’un « avis » éclairé, 14 juin 2012. Possibles, vol.38, n°1. Eté.

- Toupin, Louise (2012), « Prostitution : Positions féministes d’hier et d’aujourd’hui », Le Devoir, 31 mars-1er avril, p. B 5[16].

- Toupin, Louise (2009), « La Légitimité incertaine des travailleuses du sexe dans le mouvement des femmes au Québec », Globe. Revue internationale d’études québécoises, vol. 12, n°2, p. 109-127[17].

- Toupin, Louise (2006): « Analyser autrement la ‘prostitution’ et le ‘trafic des femmes’ », Recherches féministes, 19, 1 : 153-176[18].

- Toupin, Louise (2005). « Salaire au travail ménager : Un épouvantail dans le jardin » dans La Vie en rose, Hors série 2005, p. 70-71. Montréal, Éditions du remue-ménage.

- Toupin, Louise (2003) « À l’occasion du débat sur le ‘trafic des femmes’, le féminisme radical connaît une nouvelle secousse », Canadian Women’s Studies/Les Cahiers de la femme, 22, n°3/4, p. 203-207.

- Toupin, Louise (2002). « La Scission politique du féminisme international sur la question  du “trafic des femmes” : Vers la “migration” d’un certain féminisme radical », Recherches féministes, vol. 15, n°2, p. 9-40.

- Toupin, Louise (2002). « Débat sur la prostitution : L’Héritage de Joséphine Butler », Gazette des femmes, vol. 23, n°6, mars-avril.

- Toupin, Louise (1996). « Des 'usages' de la maternité en histoire du féminisme », Recherches féministes, 9, 2, p. 113-135[19].

- Toupin, Louise  (1996). « Le Féminisme et la Question des 'mères travailleuses' : Retours sur le tournant des années 1970 ». Lien social et Politiques, n°36, spécial « Politiques familiales et vies de femmes », p. 69-75.

- Toupin, Louise (1993). « Une histoire du féminisme est-elle possible ? », Recherches féministes, 6, 1 : 25-51.